# آزمون اسپورلینگ
آزمون اسپورلینگ (انگلیسی: Spurling's test) یک مانور پزشکی است که برای ارزیابی درد ریشه عصبی (که با نامِ درد رادیکولار نیز شناخته می‌شود) استفاده می‌شود.
نشانهٔ اسپرلینگ زمانی مثبت است که درد گردن در جهت درماتوم مربوط به خود در همان طرف مبتلا پخش می‌شود. این آزمون نوعی تست پزشکی برای معاینهٔ گردن است. به‌طور کلی، همچنان داده‌های محدودی در مورد حساسیت و ویژگی آزمون اسپورلینگ وجود دارد. در یک بررسی که بر روی ۲۵۷ بیمار انجام گرفت حساسیت این آزمون ۹۵٪ و ویژگی آن ۹۴٪ بود. (در تشخیص آسیب ریشهٔ عصبی)